# Макалу
27° 53′ 21″ С; 87° 05′ 19″ И / 27.889167° С; 87.088611° И
Макалу (У Непалу службено मकालु;а у Кини Makaru) је пети највиши светски планински врх; смештен је на Хималајима, 19 km југоисточно од Монт Евереста, на државној граници између Кине и Непала. Висок је 8 462 m.
Прво пењање на Макалу је било у 15. маја 1955. године. Та група алпиниста била је предвођена Жаном Франко. Назив Макалу потиче од тибетске речи махакала, што значи Велики Црни - друо име божанства Шире. Смештен је 22 km источно од Монт Евереста. Најближи аеродром је Катманду у Непалу. Макалу се састоји из два помоћна врха-један је Кангчунгце (7 678 м), познат још и као Макалу II и Чомо Лонзо (7 790 м).

## Клима
Клима на Макалуу је оштра планинска, просечна температура од октобра до децембра на висини од 4.000 м је -10 °C.

## Фото-Галерија
- Макалу
- Макалу
- Макалу и Чомо Лонзо
- Макалу